# Lapões

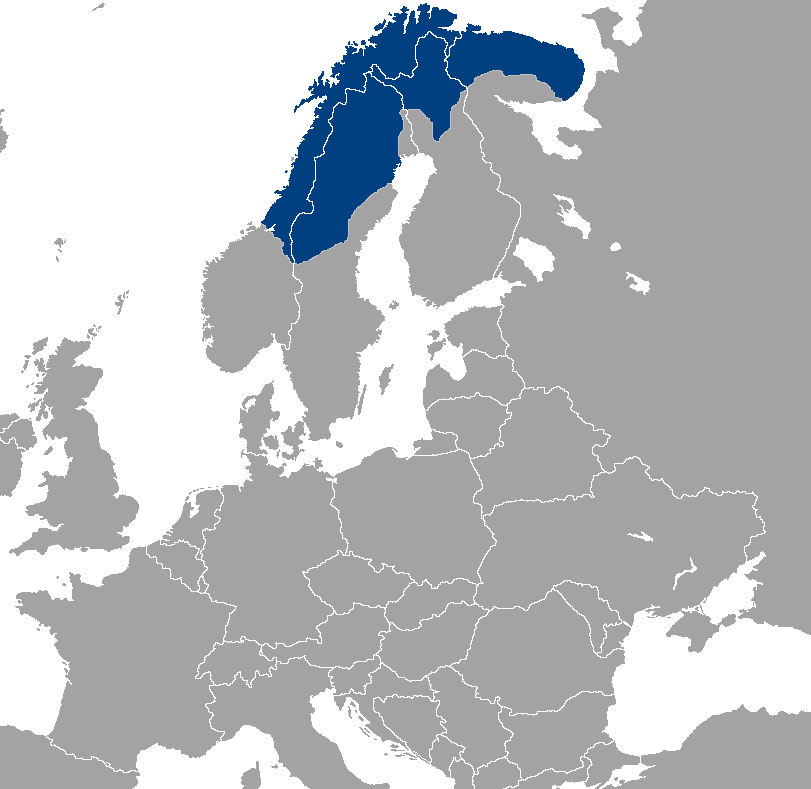
Distribuição geográfica dos sâmis

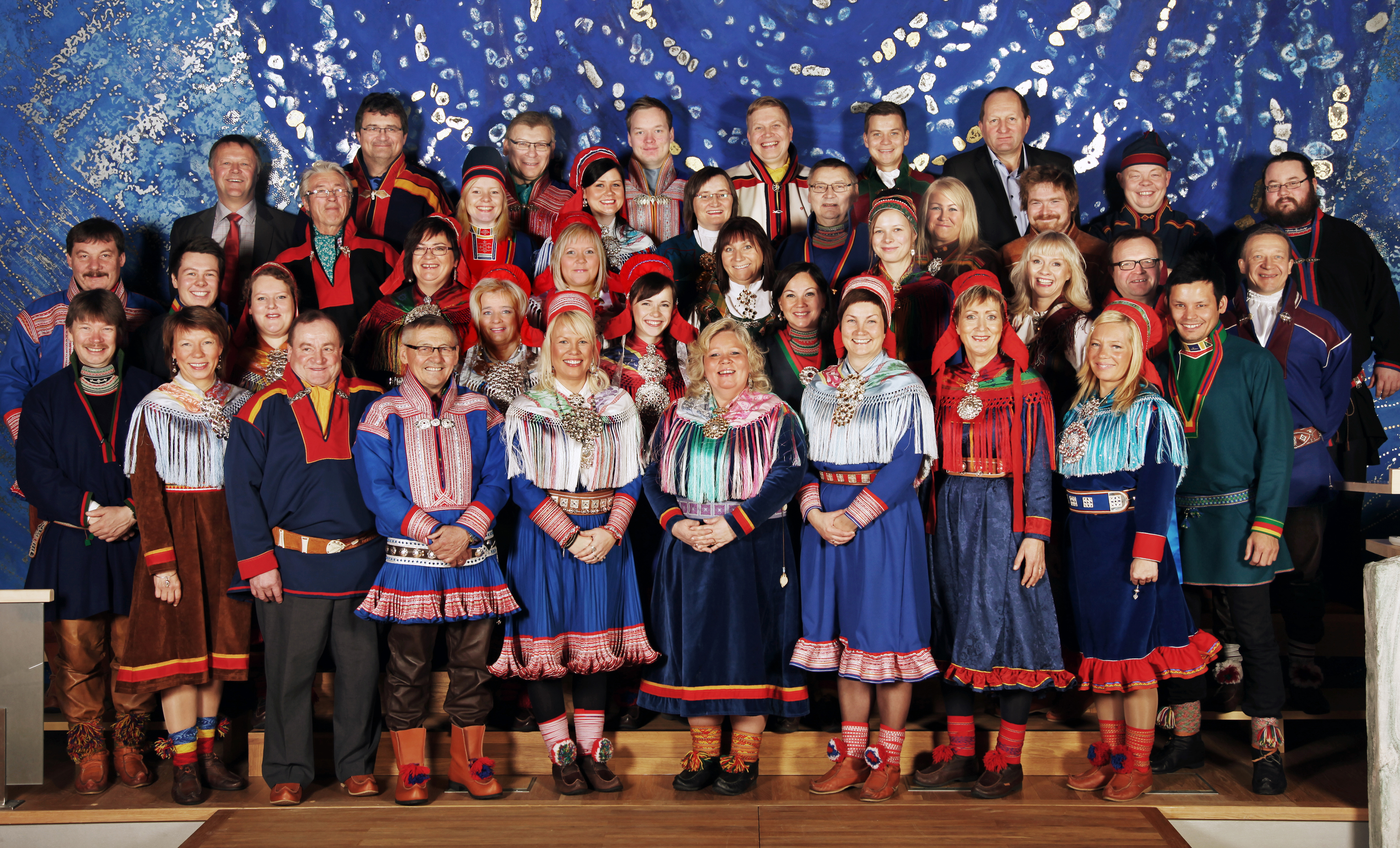
Trajes sâmis tradicionais (Samediggi de Noruega)

O povo lapão, também conhecido atualmente  como povo Sámi  (em sámi do Norte: sápmelaš,  PRONÚNCIA; em finlandês: saamelainen; em sueco e norueguês: same; em russo: саамы) - constitui o grupo étnico nativo da Lapónia, ou Lapônia, (Sápmi; literalmente: "Terra dos Sâmi"), um território abrangendo partes das regiões setentrionais da Noruega, Suécia, Finlândia e da península de Kola, na Rússia. Habitam zonas serranas (fjäll), zonas florestais, zonas costeiras, zonas geladas e fiordes noruegueses. 
Os sâmis são um dos maiores povos indígenas da Europa, totalizando cerca de 70,000 pessoas, das quais 17,000 vivem na Suécia, 35,000 na Noruega, 5,700 na Finlândia e 2,000 na Rússia.
Falam um grupo de dez variedades linguísticas distintas denominadas genericamente como apenas sámi ou lapão, pertencente à família das línguas fino-úgricas (do grupo linguístico raro no qual se encontram o finlandês e o húngaro).
Destas, seis possuem sua própria norma escrita. As línguas sámi têm um alto grau de parentesco, mas não são mutuamente inteligíveis. Por exemplo, falantes do sámi do sul não compreendem o sámi do norte. Inicialmente, referiam-se estas distintas línguas como "dialetos", mas, hoje em dia, considera-se esta terminologia incorreta, devido às grandes diferenças entre as variedades. A maior parte destas línguas é falada em mais dum país, devido ao facto das fronteiras linguísticas não corresponderem às fronteiras nacionais.
As atividades tradicionais dos sámis são a caça, pesca, agricultura e criação de renas. Esta última implica por vezes uma vida nómada, conduzida por uma minoria. Todavia, hoje em dia a maior parte deste povo tem uma vida sedentária.
A primeira descrição relativamente objetiva da vida dos sámis aparece no livro Lapponia de Johannes Schefferus publicado em 1673 na Alemanha, e traduzido 300 anos depois para sueco em 1956 .

## História
Os vestígios mais antigos da presença humana na "Terra dos Lapões" (Sápmi) datam de 9 000 a.C.
Os achados feitos no Norte da Suécia testemunham a presença de uma população que subsistia graças à caça de renas selvagens e à pesca do salmão. As suas habitações eram tendas móveis feitas de peles de animais.

## Galeria

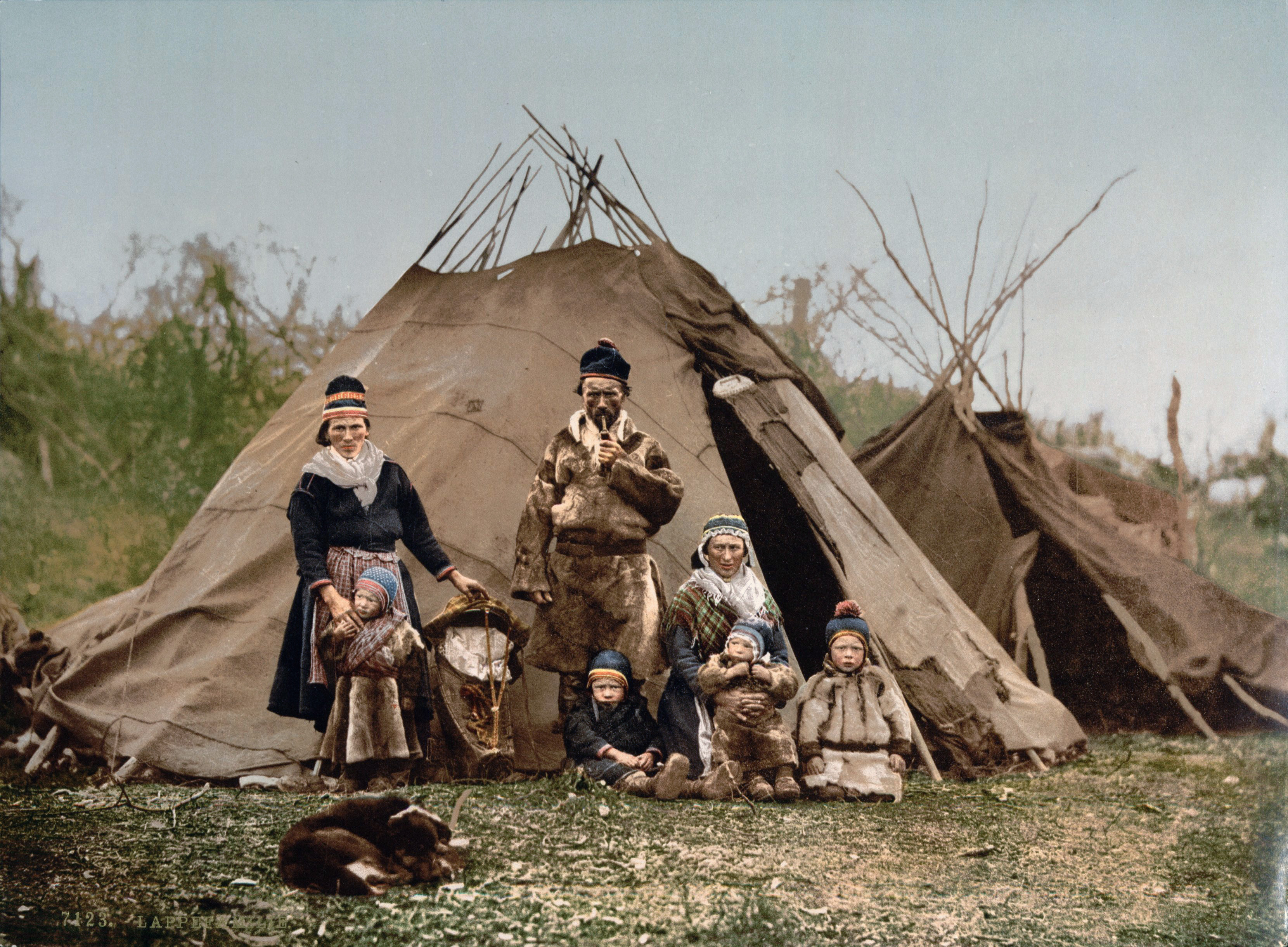
Família lapônica: Noruega, c. anos 1900.
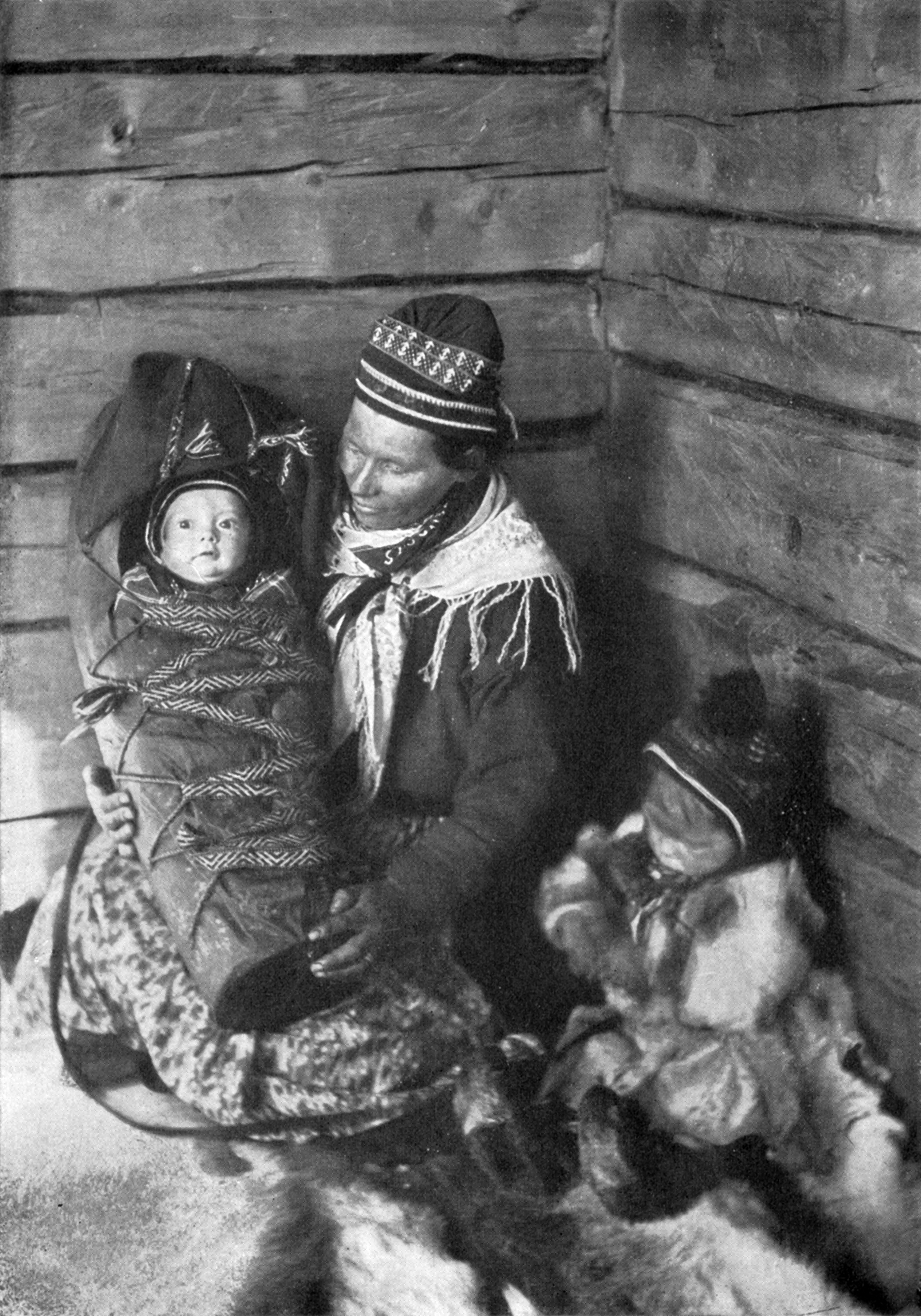
Lapões: Revista National Geographic de 1917; Foto de Borg Mesch.
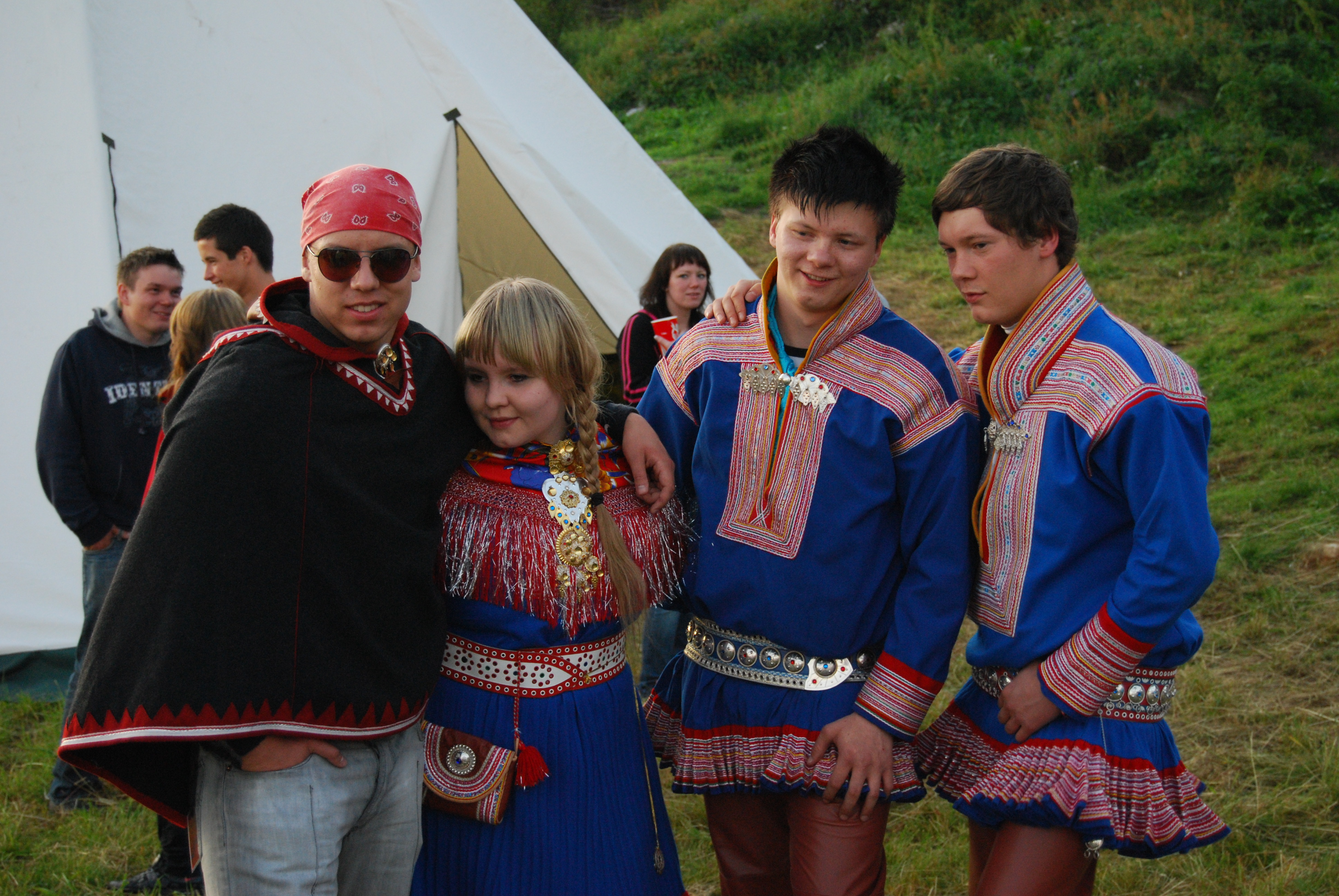
Grupo musical Duolva Duottar (2008).
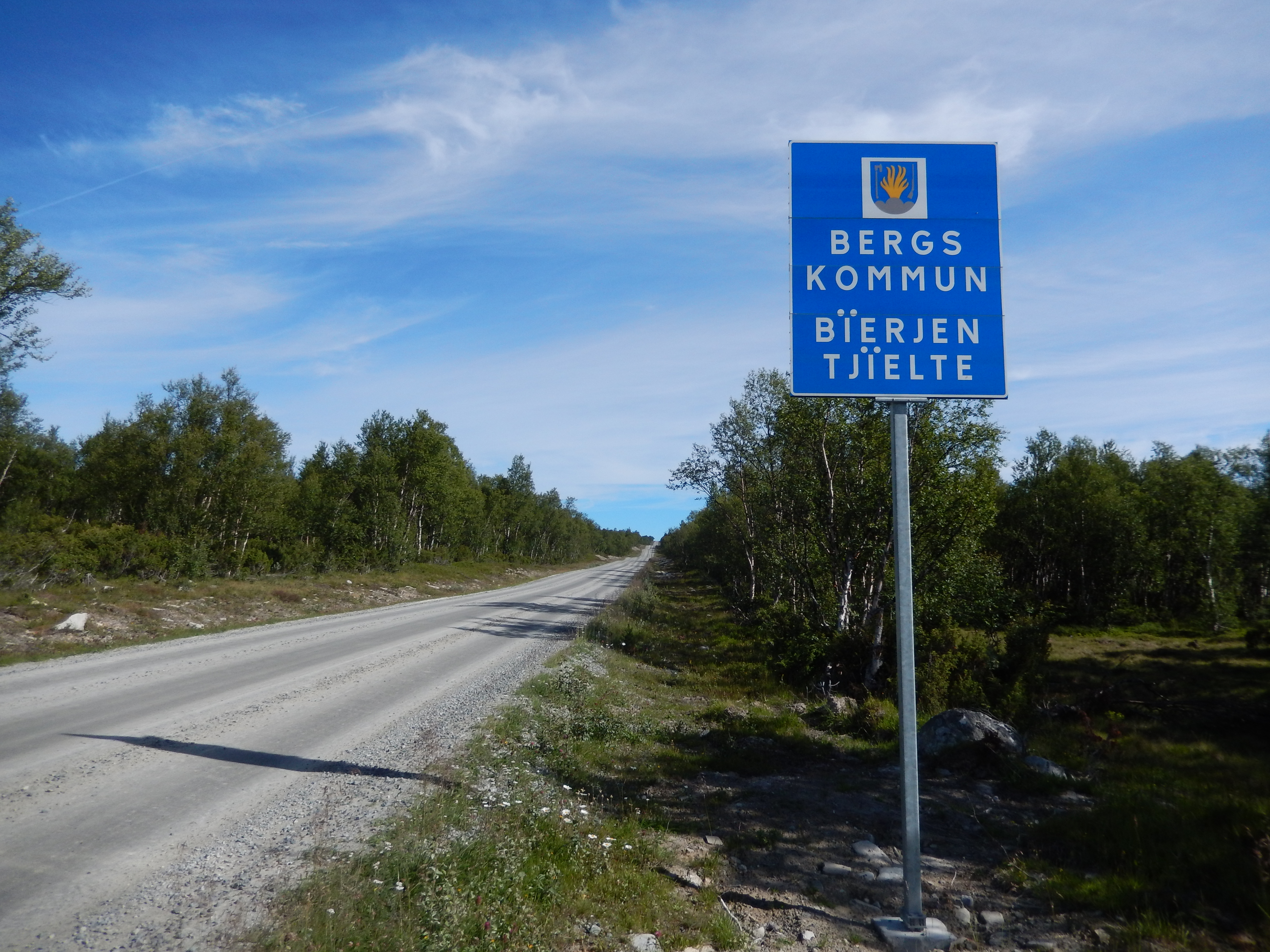
Entrada da comuna sueca de Berg, assinalada em sueco e em lapão
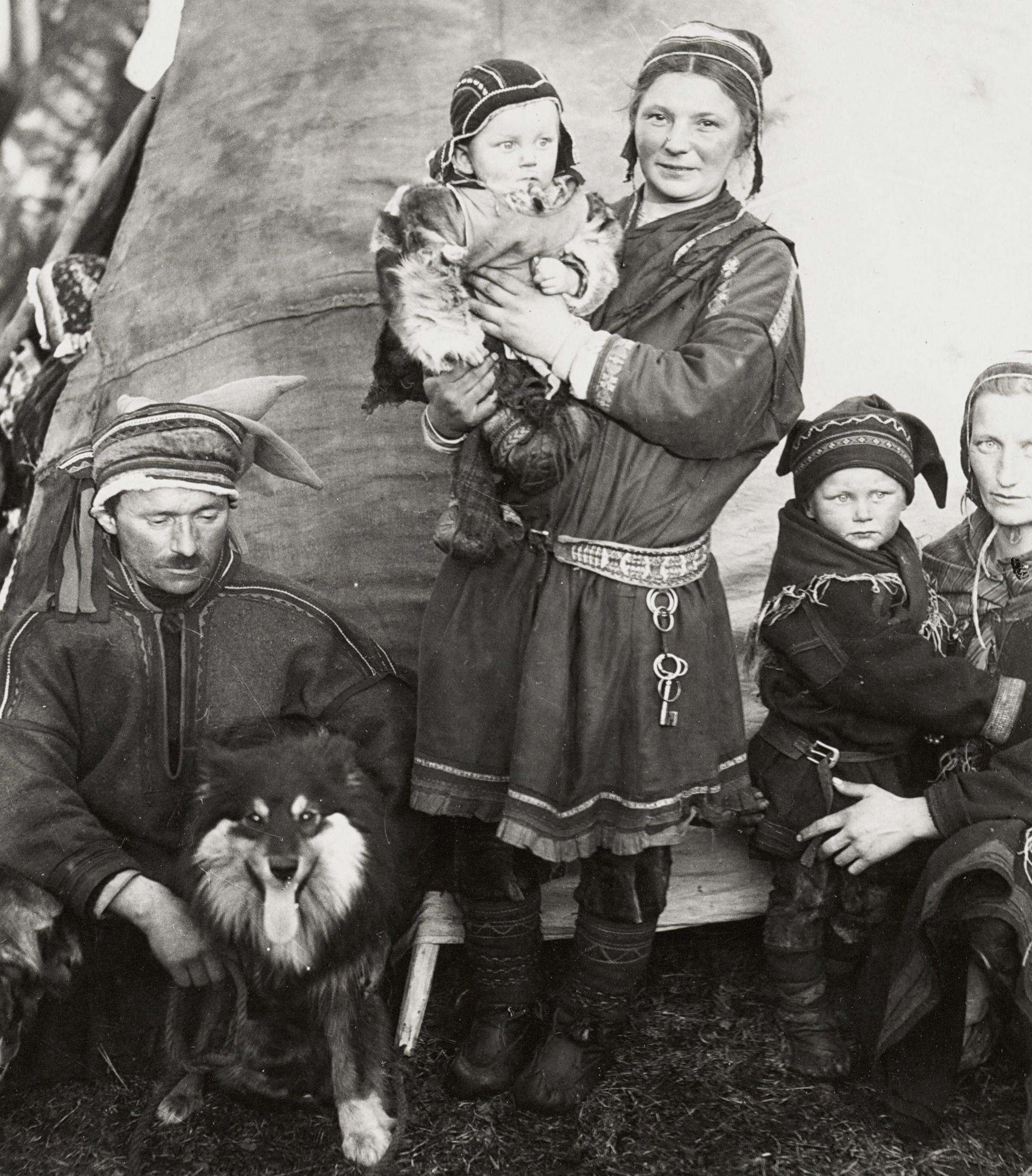
Família sámi, Finlândia, 1936
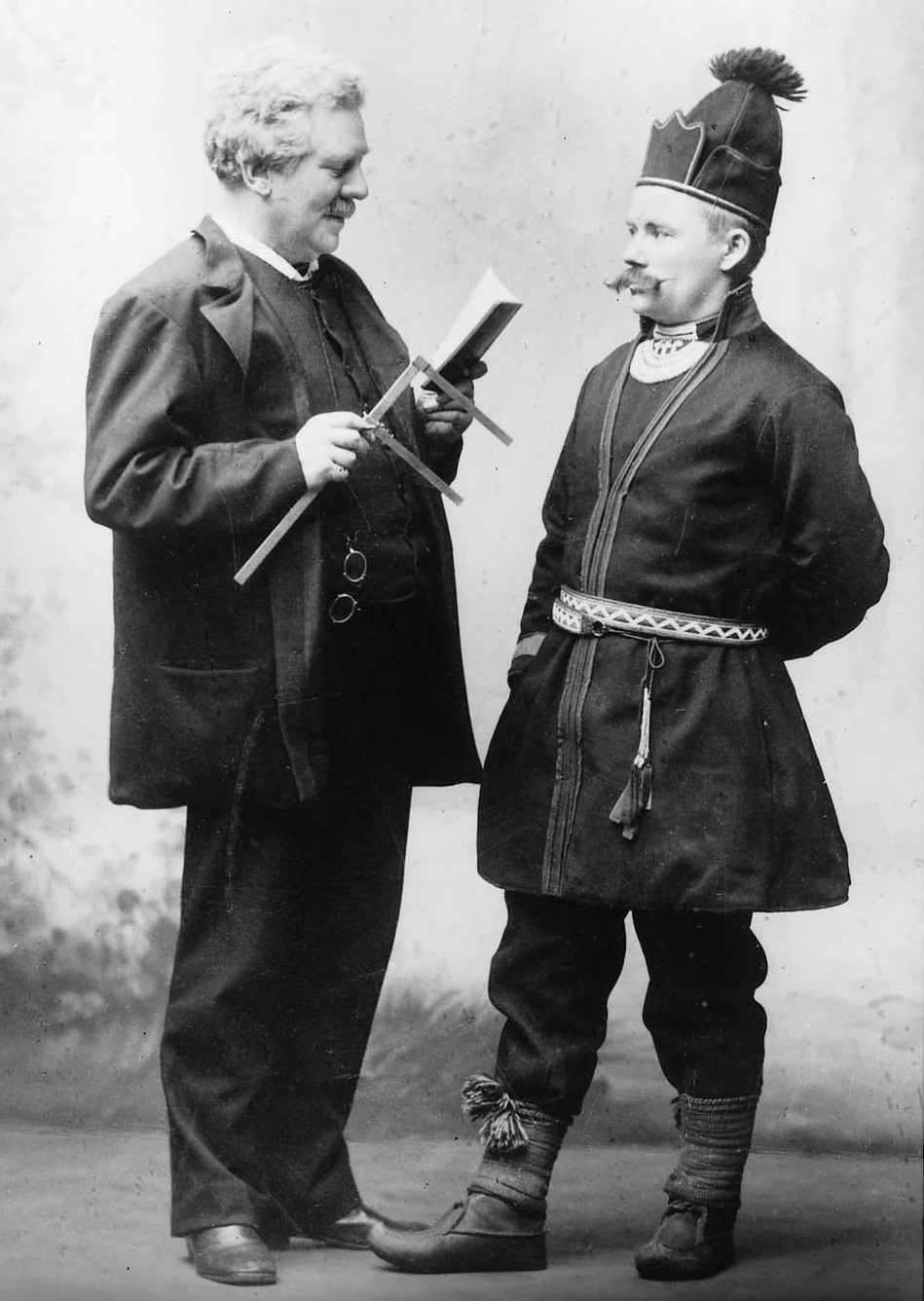
Antropólogo sueco medindo um homem sámi